# Air Kumdang Padang Bhakti
Air Kumdang Padang Bhakti is een bestuurslaag in het regentschap Banyuasin van de provincie Zuid-Sumatra, Indonesië. Air Kumdang Padang Bhakti telt 637 inwoners (volkstelling 2010).